# Забугоровка
Забугоровка — село в Бугульминском районе Татарстана, близ истоков реки Зай (правый приток реки Степной Зай), относится к Зеленорощискому сельскому поселению.
Расположено в 7 километрах к Югу от административного центра Бугульма.
Почтовый индекс — 423204, код ОКАТО — 92217815003.
В селе имеются магазин, клуб, библиотека

## История
Село основано во второй половине 18-го века. До 1860-х гг. жители относились к категории государственных крестьян. Занимались земледелием, разведением скота. В конце 19-го века земельный надел сельской общины составлял 1267 десятины. До 1920 село входило в Богоявленскую волость Бугульминского уезда Самарской губернии. С 1920 в составе Бугульминского кантона ТАССР. С 10.8.1930 в Бугульминском районе..

## Население
| Численность населения, чел. | Численность населения, чел. | Численность населения, чел. | Численность населения, чел. | Численность населения, чел. | Численность населения, чел. | Численность населения, чел. | Численность населения, чел. | Численность населения, чел. | Численность населения, чел. | Численность населения, чел. | Численность населения, чел. |
| 1859                        | 1889                        | 1897                        | 1920                        | 1926                        | 1938                        | 1949                        | 1958                        | 1970                        | 1979                        | 1989                        |                             |
| --------------------------- | --------------------------- | --------------------------- | --------------------------- | --------------------------- | --------------------------- | --------------------------- | --------------------------- | --------------------------- | --------------------------- | --------------------------- | --------------------------- |
| 305                         | 575                         | 654                         | 921                         | 825                         | 733                         | 582                         | 489                         | 490                         | 423                         | 266                         |                             |